# Campiglossa dirlbekorum
Campiglossa dirlbekorum este o specie de muște din genul Campiglossa, familia Tephritidae, descrisă de Allen L.Norrbom în anul 1999.
Este endemică în Mongolia. Conform Catalogue of Life specia Campiglossa dirlbekorum nu are subspecii cunoscute.